# Чериша (Салаж)
Чериша (рум. Cerișa) насеље је у Румунији у округу Салаж у општини Халмашд. Oпштина се налази на надморској висини од 241 m.

## Становништво
Према подацима из 2002. године у насељу је живело 606 становника.

### Попис2002.
| Расподела становништва по националности 2002.‍ | Расподела становништва по националности 2002.‍ | Расподела становништва по националности 2002.‍ | Расподела становништва по националности 2002.‍ | Расподела становништва по националности 2002.‍ |
| --------------------------------------------- | --------------------------------------------- | --------------------------------------------- | --------------------------------------------- | --------------------------------------------- |
|                                               |                                               |                                               |                                               |                                               |
| Румуни                                        | Румуни                                        |                                               | 438                                           | 72,4%                                         |
| Роми                                          | Роми                                          |                                               | 156                                           | 25,8%                                         |
| Словаци                                       | Словаци                                       |                                               | 11                                            | 1,8%                                          |